# Limbong (Barumun)
Limbong is een bestuurslaag in het regentschap Padang Lawas van de provincie Noord-Sumatra, Indonesië. Limbong telt 140 inwoners (volkstelling 2010).